# Флечер (Оклахома)
Флечер (енгл. Fletcher) град је у америчкој савезној држави Оклахома.

## Демографија
По попису из 2010. године број становника је 1.177, што је 155 (15,2%) становника више него 2000. године.
| Група             | 2000.       | 2010.       |
| Белци             | 940 (92,0%) | 994 (84,5%) |
| Афроамериканци    | 1 (0,1%)    | 22 (1,9%)   |
| Азијати           | 2 (0,2%)    | 3 (0,3%)    |
| Хиспаноамериканци | 19 (1,9%)   | 48 (4,1%)   |
| Укупно            | 1.022       | 1.177       |